# Startup (település)

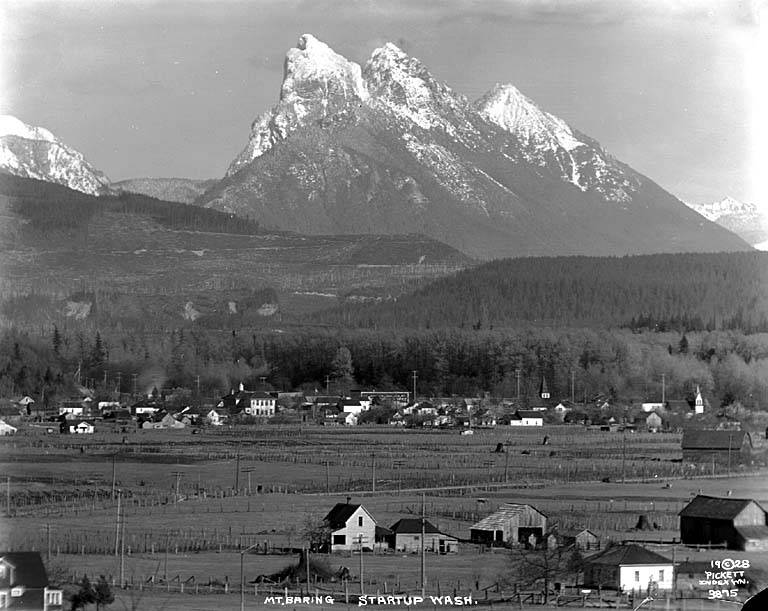
Startup panorámája a Mt. Baringgal a háttérben, 1928

Startup az Amerikai Egyesült Államok északnyugati részén, Washington állam Snohomish megyéjében elhelyezkedő település.
Startup önkormányzattal nem rendelkező, úgynevezett statisztikai település; a Népszámlálási Hivatal nyilvántartásában szerepel, de közigazgatási feladatait Snohomish megye látja el. A 2010. évi népszámlálási adatok alapján 676 lakosa van.
A település első lakosa az 1880-as években letelepedő F. M. Sparling volt. William Wait 1890-ben megalapította Wallace-t, azonban az Idaho állambeli Wallace-szal való összetéveszthetőség miatt nevét Startupra változtatták; a névadó George G. Startup, a Wallace Lumber Company igazgatója.
A helység postahivatala 1900 óta működik.

## Éghajlat
A település éghajlata mediterrán (a Köppen-skála szerint Cfb).
| Hónap                                   | Jan.  | Feb.  | Már.  | Ápr. | Máj. | Jún. | Júl. | Aug. | Szep. | Okt. | Nov.  | Dec.  | Év    |
| --------------------------------------- | ----- | ----- | ----- | ---- | ---- | ---- | ---- | ---- | ----- | ---- | ----- | ----- | ----- |
| Rekord max. hőmérséklet (°C)            | 20,0  | 25,0  | 28,0  | 32,0 | 39,0 | 41,0 | 40,0 | 38,0 | 37,0  | 33,0 | 26,0  | 19,0  | 41,0  |
| Átlagos max. hőmérséklet (°C)           | 7,4   | 10,1  | 12,3  | 15,7 | 19,2 | 21,7 | 25,0 | 25,1 | 21,9  | 16,6 | 10,9  | 7,8   | 16,2  |
| Átlagos min. hőmérséklet (°C)           | 0,5   | 1,4   | 2,3   | 4,1  | 6,7  | 9,1  | 10,3 | 10,3 | 8,4   | 6,0  | 3,1   | 1,2   | 5,3   |
| Rekord min. hőmérséklet (°C)            | −22,0 | −20,0 | −14,0 | −8,0 | −3,0 | −1,0 | 2,0  | 2,0  | −1,0  | −7,0 | −16,0 | −16,0 | −22,0 |
| Átl. csapadékmennyiség (mm)             | 209   | 148   | 158   | 132  | 116  | 99   | 45   | 53   | 91    | 161  | 215   | 215   | 1642  |
| Forrás: Western Regional Climate Center |       |       |       |      |      |      |      |      |       |      |       |       |       |

## Népesség
A település népességének változása:
| Lakosok száma | 817  | 676  | 859  |
|               | 2000 | 2010 | 2020 |

## Fordítás
- Ez a szócikk részben vagy egészben  a   Startup, Washington című angol Wikipédia-szócikk ezen változatának fordításán alapul.  Az eredeti cikk szerkesztőit annak laptörténete sorolja fel. Ez a jelzés csupán a megfogalmazás eredetét és a szerzői jogokat jelzi, nem szolgál a cikkben szereplő információk forrásmegjelöléseként.